# Тошнота (альбом)
«Тошнота́» — двенадцатый студийный альбом группы «Гражданская оборона», записанный в 1989 году. Состоит из перепетого и частично перезаписанного материала из альбомов 1988 года (альбомы «Всё идет по плану», «Так закалялась сталь» и «Боевой стимул»). Альбом был включён в официальную дискографию только в середине 1990-х годов. Официально был выпущен только в 2001 году лейблом «ХОР Рекордз». В 2007 году альбом был наряду с другими переиздан на лейбле «Мистерия звука». Бонус-треками послужил (целиком, кроме композиции «Эй, брат любер» Евгения Лищенко, из-за проблем с правообладателями) бутлег «Свет и стулья» — концерт «Гражданской Обороны» 1 октября 1989 года в рамках акции Next Stop Rock`N`Roll.

## История создания
Егор Летов остался недоволен качеством исполнения вокала некоторого материала из альбомов 1988 года, и 21 мая 1989 года он решает заново спеть основную часть неудавшегося материала. Также были записаны партии соло-гитары и изменены некоторые тексты. Запись велась «живьём» с воспроизводящего аппарата на магнитофон «Олимп-003». Композиция «Всё идет по плану» была пересведена с добавлением реверса партий. Она и часть других композиций с «Тошноты» вошли в сборник из материала 1988 года, изданный на виниле под названием «Всё идет по плану» (не следует путать с одноименным альбомом).

## Список композиций
Слова и музыка всех песен — Егор Летов, кроме № 24, № 28 и № 31.
| №   | Название                           | Длительность |
| --- | ---------------------------------- | ------------ |
| 1.  | «Какое небо»                       | 0:51         |
| 2.  | «Кто сильнее — тот и прав»         | 1:46         |
| 3.  | «Харакири»                         | 2:27         |
| 4.  | «Колыбельная»                      | 1:17         |
| 5.  | «Капуста»                          | 0:09         |
| 6.  | «Никто не хотел умирать»           | 3:02         |
| 7.  | «Боевой стимул»                    | 3:03         |
| 8.  | «Против»                           | 3:05         |
| 9.  | «Заебись!»                         | 1:47         |
| 10. | «Второй эшелон»                    | 1:53         |
| 11. | «Человек человеку — волк»          | 1:57         |
| 12. | «Солдатами не рождаются»           | 2:41         |
| 13. | «Повезло»                          | 1:59         |
| 14. | «Новый 37-й»                       | 2:11         |
| 15. | «Проволока сомнения»               | 0:07         |
| 16. | «Парадокс»                         | 2:40         |
| 17. | «Солженицын писал о совсем другом» | 1:42         |
| 18. | «Кто сдохнет первым»               | 2:10         |
| 19. | «Анархия»                          | 1:17         |
| 20. | «Увы!»                             | 1:23         |
| 21. | «Однажды»                          | 0:06         |
| 22. | «Всё идёт по плану»                | 5:20         |
| 23. | «Вот какое небо»                   | 0:09         |

| №   | Название                                          | Длительность |
| --- | ------------------------------------------------- | ------------ |
| 24. | «Я бесполезен» (авторы — Е. Летов и К. Рябинов)   | 3:30         |
| 25. | «Кого-то ещё»                                     | 2:10         |
| 26. | «Против»                                          | 3:37         |
| 27. | «Так закалялась сталь»                            | 2:47         |
| 28. | «Здорово и вечно» (текст — Е. Летов и О. Судаков) | 3:50         |
| 29. | «КГБ-рок»                                         | 2:52         |
| 30. | «Харакири»                                        | 3:09         |
| 31. | «Красное знамя» (текст — В. Семернин)             | 2:09         |
| 32. | «Всё идёт по плану»                               | 1:19         |

## О записи
- Егор Летов — голос, гитары, бас, ударные, шумы
- Манагер и Кузя Уо — голоса и вопли (22).

Записано в ГрОб-студии 21 мая 1989 года Егором Летовым, кроме «Всё идет по плану» — смонтирована и сведена в данном виде в ночь с 24 на 25 мая 1989 года им же и там же.
Всё остальное смонтировано, реставрировано и сведено 5 февраля 2001 года в ГрОб-студии Егором Летовым.
Продюсер — Егор Летов 

Ассистент — Наталья Чумакова